# The 3rd and the Mortal
The 3rd and the Mortal (também conhecido como The Third and the Mortal) foi uma banda norueguesa de doom metal experimental formada em 1992 na cidade de Trondheim, Trøndelag pelos músicos Rune Hoemsnes, Trond Engum e Geir Nilssen. O grupo encerrou suas atividades em 2005.
O grupo fundiu em sua sonoridade diversos gêneros musicais ao longo dos anos, tais como rock progressivo, jazz, música ambiente, folk e eletrônica (últimos trabalhos).

## História
Os músicos Rune Hoemsnes, Trond Engum e Geir Nilssen faziam parte da banda Nightfall em 1990. Dois anos depois, em 1992, eles decidiram formar o grupo The 3rd and the Mortal e recrutaram a vocalista Kari Rueslåtten e o músico Finn Olav Holthe. A proposta inicial era fazer uma música única, etérea e sentimental, o que os tornou uma das bandas precursoras do estilo doom metal atmosférico, que posteriormente inspirou grupos como The Gathering, Flowing Tears e Nightwish.
Após o lançamento da primeira demo autointitulada em 1993, a banda lançou o EP Sorrow em 1994, que foi sucedido pelo álbum Tears Laid in Earth. Com a saída de Rueslåtten em 1995 devido a razões pessoais, Ann-Mari Edvardsen foi oficializada como nova vocalista e lançou com o grupo o EP Nightswan (1995), e os álbuns Painting on Glass (1996) e In This Room (1997), que exploraram um som ainda mais experimental.
Após um hiato de cinco anos e a saída de Edvardsen, o disco Memoirs foi lançado em 2002 com a cantora Kirsti Huke. O álbum difere-se de seus antecessores pois tem uma forte influência de música eletrônica. Após seu lançamento, a banda fez uma pequena turnê em 2002 com datas no México em julho, e na Alemanha e Países Baixos entre setembro e outubro do mesmo ano.
Em 2004 foi lançado EP's and Rarities, uma compilação que consiste nos EPs Sorrow e Nightswan, a b-side do single "Stream", e as faixas bônus da edição japonesa do álbum In This Room. No ano seguinte, em 2005, a banda lançou a compilação Project Bluebook: Decade of Endeavour, que incluiu duas faixas inéditas, uma canção não-lançada que foi tocada ao vivo em 1998, e quatro versões ao vivo de clássicos da banda gravados durante a turnê europeia de 2002. O último registro oficial da banda foi a faixa "Paranoid Ward / All My Friends Are Dead", presente na compilação All Sewn Up, um tributo ao cantor inglês Patrik Fitzgerald, que foi lançada em 2009.
Em 21 de dezembro de 2024, a banda anunciou seu retorno aos palcos com a formação original em uma turnê comemorativa de 30 anos dos discos Sorrow e Tears Laid in Earth. Os concertos tiveram início em junho de 2025 na Letônia e devem se encerrar em 2026, passando ainda pela Noruega, México, Colômbia e Chile.

## Formação

### Atual
- Rune Hoemsnes – bateria, percussão, programação (1992–2005; desde 2024)
- Trond Engum – guitarra (1992–2005; desde 2024)
- Geir Nilsen – guitarra, piano, teclado, programação (1992–2005; desde 2024)
- Finn Olav Holthe – guitarra, teclado, programação (1992–2005; desde 2024)
- Bernt Rundberget – baixo (1994–2002; desde 2024)
- Kari Rueslåtten – vocais, teclado (1992–1995; desde 2024)

### Ex-membros
- Frank Stavem – baixo (2002–2005)
- Kirsti Huke – vocais (2002–2005)
- Ann-Mari Edvardsen – vocais, teclado (1995–2002)
- Jarle Dretvik – baixo (1992–1994)

## Discografia

### Álbuns de estúdio
- Tears Laid in Earth (1994)
- Painting on Glass (1996)
- In This Room (1997)
- Memoirs (2002)

### EPs
- Sorrow (1994)
- Nightswan (1995)

### Compilações
- EP's and Rarities (2004)
- Project Bluebook: Decade of Endeavour (2005)

### Álbuns demo
- The 3rd and the Mortal (1993)

### Singles
- "Stream" (1996)

### Videoclipes
- "Magma" (1996)